# 以色列農業

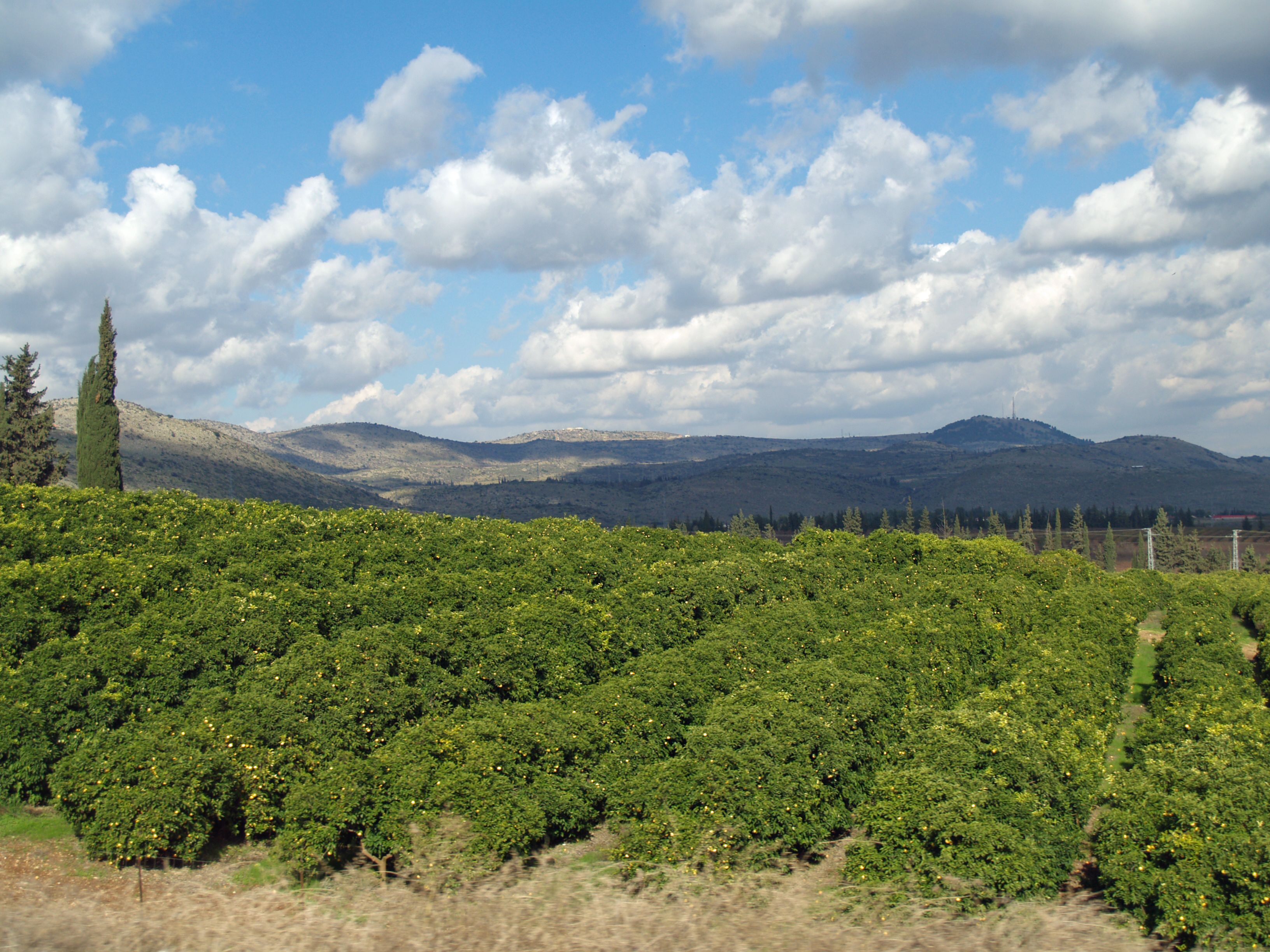
加利利的檸檬園

農業在以色列是高度發展的行業。以色列是新鮮農產品的出口國，也是農業技術的領導者。以色列南部是沙漠，種植農作物時需要灌溉。北部則雨水較多，適合雨養農業。根據世界銀行的數據，以色列29.7%的土地為農業用地。水資源短缺是一個限制。2008年，農業佔GDP總量的2.5%，佔出口的3.6%。以色列的糧食種植並不能自給自足。2021年，以色列的農產品進口總額為87.91億美元，農產品出口總額為24.45億美元。進口產品包括穀物、油籽、肉類、咖啡、可可和糖。
以色列擁有兩種獨特的農業社區，分別是基布茲和莫沙夫。這兩種社區隨著猶太人移民到後來成為以色列的土地並開始農村定居而發展起來。截至2016 年，基布茲生產的農產品佔全國約40%。

## 歷史
現代農業的發展與19世紀末開始的猶太復國主義運動和猶太人向奧斯曼敘利亞的移民密切相關。1900年，猶太人只擁有巴勒斯坦所有耕地的3.8%。他們大多購買地中海沿岸附近的土地。而大多數巴勒斯坦阿拉伯人居住在高地，是在雨養土地上種植小麥和大麥的自給自足農民。19世紀末，猶太和阿拉伯農民都開始種植柑橘和蔬菜等商業和出口作物。據1943年的一項調查顯示，奧斯曼帝國統治下的敘利亞（相當於21世紀的以色列、約旦河西岸和加薩地帶）共有435,700公頃（1,077,000英畝）土地用於耕種，其中24.9%的耕地歸「歐洲部分」（主要是猶太人）所有。雨養農地佔總耕地面積的91.7%，灌溉農地佔8.3%。
1948年阿以戰爭後，70萬巴勒斯坦阿拉伯人被迫離開居住了多個世代的家園，新成立的以色列國的猶太居民因此獲得了大量農地。到2001年，以色列56.5%的耕地實現了灌溉。自獨立以來，出口作物和經濟作物的產量不斷擴大，而小麥和大麥的種植面積則不斷下降。

## 外部連結
- Israel plows new ground in exotic crops
- Agricultural Crop Areas & Agricultural Crop Types by natural region, 2017, Israel Central Bureau of Statistics